# Berard von Carbio
Berard von Carbio (* in Carbio, Umbrien; † 16. Januar 1220 in Marokko) war ein Märtyrer, der unter Papst Sixtus IV. 1481 heiliggesprochen wurde. Sein Gedenktag ist der 16. Januar. Er wird auch zusammen mit seinen Mitmärtyrern als Berard und Gefährten verehrt. Sie gelten als die ersten Märtyrer des Franziskanerordens.

## Leben
Berard kam in Carbio in Umbrien als Sohn der adeligen Familie Leopardi zur Welt. Er soll ein guter Redner mit Kenntnissen in der arabischen Sprache gewesen sein. 1213 trat er in den Orden der Franziskaner ein. Nachdem er mit den zwei Ordensbrüdern Peter und Otho sowie den beiden Laienbrüdern Accursius und Adjutus missionarisch tätig gewesen war, wurde er nach dem Kapitel von 1219 wieder mit diesen Gefährten zur Mission nach Marokko ausgesandt. Sie begaben sich zunächst nach Spanien und Portugal. 
Im damals muslimischen Südspanien begannen sie ihre Mission mit Predigten, wurden aber gefangen genommen und nach Nordafrika abgeschoben. Da sie auch in Marokko offen (u. a.) gegen die islamische Religion predigten, wurden sie eingesperrt. Nach einigen Leiden erfolgte ein Todesurteil, welches durch Enthauptung vollstreckt wurde. Laut Chronik der Generalminister des Franziskanerordens soll ihn der erzürnte marokkanische König persönlich mit dem Schwert hingerichtet haben.
Die Heiligsprechung Berards und seiner Gefährten fand 1481 unter Papst Sixtus V. statt.